# 韋格羅科查湖 (查溫德帕里亞爾卡區)
9°26′46″S 76°43′08″W / 9.44611°S 76.71889°W
韋格羅科查湖（Wiqruqucha），是秘魯的湖泊，位於該國中部瓦努科大區，由瓦馬利埃斯省的查溫德帕里亞爾卡區負責管轄，湖水經卡略河流進馬拉尼翁河。